# Charlotte Ammundsens Plads
Charlotte Ammundsens Plads er en plads eller passage, der ligger mellem Nørre Søgade og Nansensgade i Indre By i København.
Pladsen var tidligere en del af et remiseanlæg for sporvogne og busser, som blev opført i 1895. Den blev i 2008 omdannet til et rekreativt område, hvor der blandt andet er et medborgerhus og skatebaner.
Navnet refererer til tidligere miljøborgmester i København Charlotte Ammundsen (1947-2003).